# Edukacja demokratyczna

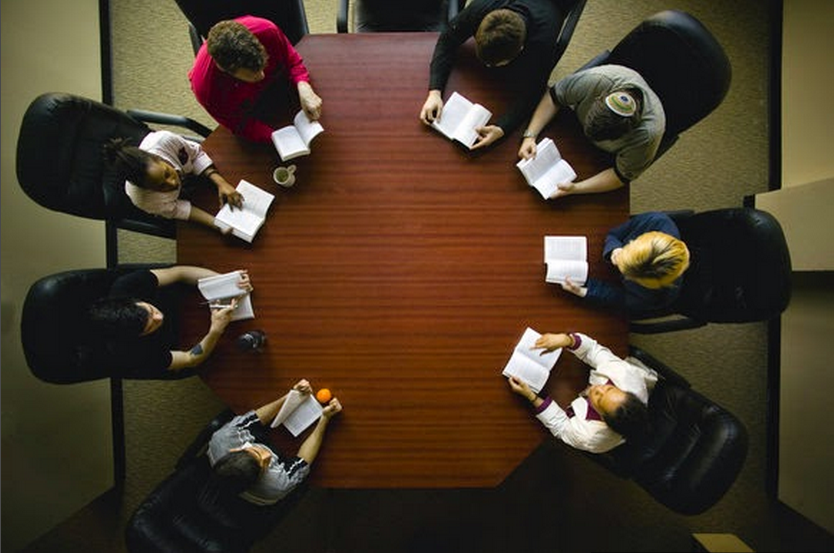
Zajęcia edukacyjne przy okrągłym stole

Edukacja demokratyczna – ruch w teorii i praktyce pedagogicznej, przedstawiający się jako ideał polityczny i edukacyjny. Jego podstawową zasadą jest to, że w demokracji pierwszym etapem jest bycie „rządzonym”, a następnym – bycie rządzącym. Funkcjonowanie społeczeństwa demokratycznego powinno mieć, zdaniem teoretyków ruchu, odzwierciedlenie w procesie edukacyjnym, który powinien stale zadawać sobie pytania dotyczące zasadności podziału autorytetów w formowaniu obywatela w kontekście demokratycznym. W praktyce oznacza to, ze dzieci i młodzież uczące się dysponują znaczną autonomią co do wyboru treści i metod nauczania. Edukacja w szkołach „demokratycznych” jest pluralistyczna, funkcjonowanie instytucji jest demokratyczne, ewaluacja wyników uczniów jest przedmiotem dialogu, tak jak i relacja z nauczycielami oparta jest na ciągłej wymianie.
Teoretycy edukacji demokratycznej są przekonani, że teoria, której szukają, nie może być pozbawiona wartościowania. W przeciwieństwie do pozytywistycznych ideałów neutralności przekazywania wiedzy, edukacja demokratyczna naciska na to, że prawie każda forma nauczania podszyta jest pewnymi wcześniejszymi wyborami ideologicznymi, które należy świadomie kontrolować.
Pytanie, na które teoria demokratycznej edukacji stara się odpowiedzieć, jest: „W jaki sposób obywatele powinni być edukowani, i kto powinien być nauczycielem?”
Pionierami teorii edukacji demokratycznej byli Lew Tołstoj i John Dewey. Obecnie, „szkoły demokratyczne” są wspierane przez organizacje takie jak International Democratic Education Network.
Najsłynniejszymi działającymi szkołami demokratycznymi są Summerhill założona w 1921 roku przez A.S. Neilla, oraz Sudbury Valley School.
W Polsce funkcjonuje obecnie jedno czasopismo naukowe zajmujące się rozwijaniem nowych metod edukacji w zakresie postaw demokratycznych i opracowywaniem naukowych podstaw dla formułowania prodemokratycznych polityk publicznych – Filozofia Publiczna i Edukacja Demokratyczna.